# IPTV
IPTV (Internet Protocol Television) è un sistema di trasmissione di segnali televisivi su reti informatiche basate sui protocolli TCP/IP, in particolare sulla rete Internet.

## Descrizione

Diffusione dell'IPTV

Il sistema IPTV è generalmente usato per ricevere segnali televisivi tramite connessioni ad Internet a banda larga. È tecnologicamente distinto dalla Web TV in quanto quest'ultima si basa su un meccanismo di trasmissione che privilegia la rapidità (comunicazione best-effort), il meccanismo di IPTV garantisce la qualità di servizio a favore dell'utente attraverso meccanismi tipici di priorità. L'architettura tipica di rete per la trasmissione di tali contenuti è quella distribuita detta content delivery network (CDN).
Spesso la fruizione dei contenuti audiovisivi è offerta in modalità Video on Demand ed abbinata all'accesso al web ed al VOIP, poiché questi tre servizi condividono la stessa infrastruttura. Unito al servizio di connettività telefonica e alla navigazione Web si parla di servizio Triple Play.
L'IPTV è stato visto da molti come un settore che potrà avere in futuro una forte diffusione, di pari passo con la disponibilità della banda larga.
L'interesse degli utenti finali è ulteriormente spinto dalla sempre maggiore disponibilità di contenuti sia a pagamento che gratuiti.
Ma la chiusura del servizio da parte dell'operatore Tiscali nel dicembre 2008 ha sollevato forti dubbi sulle potenzialità di crescita di questo servizio, che a dicembre 2008 conta circa 600 000 abbonati tra i provider in Italia.
Se infatti l'IPTV offre delle potenzialità tecnologiche quali il video on demand rispetto alle distribuzioni televisive tradizionali come la televisione analogica terrestre, il digitale terrestre, il satellite e, nei paesi in cui viene usata, la TV via cavo, contemporaneamente propone un modello chiuso, dove il provider decide quali contenuti e in quali modalità debbano essere fruiti dagli utenti.
L'utente Internet, al quale il servizio IPTV è rivolto, è invece abituato a scegliere sul web e sugli altri servizi della rete a quali contenuti accedere e in quali modalità.
Ad esempio la Web TV, offerta sia da servizi appositi quali YouTube o Vimeo, che da singoli siti più o meno grandi, inizia a superare l'IPTV in termini di qualità tecnologica, quantità di contenuti e modalità di accesso.
O che lo scambio tramite reti peer-to-peer di contenuti audio e video, nonostante i problemi legali, continua a crescere rappresentando di fatto un'alternativa all'acquisto degli stessi contenuti.
La tecnologia IPTV sta conoscendo un vertiginoso trend di crescita negli ultimi anni. Secondo i più autorevoli studi, la somma di tutte le forme di video IP nel 2020 costituirà il 76% del traffico IP totale.

### Numerazione IP
Un canale erogato via IPTV si riconosce immediatamente in quanto il suo numero è preceduto dalla sigla IP seguita da una lineetta (ad esempio IP-278) e spesso il testo del numero e del nome del canale è formattato diversamente dai canali DTV. Un singolo numero può far parte di una lista IPTV, per fruizione di contenuti in streaming, periodicamente aggiornata dal provider.
Il numero del canale IP ovviamente è cosa diversa dal relativo indirizzo IP.

### Protocolli
L'IPTV solitamente offre 2 tipologie principali di contenuti: contenuti in presa diretta (distribuiti contemporaneamente a più utenti) e contenuti di tipo Video-on-Demand, cioè pre-registrati e resi disponibili a ciascun utente che ne faccia richiesta. Nel primo caso, la distribuzione dei contenuti avviene tramite protocolli di multicast; nel secondo caso, si usa una connessione unicast tra l'utente e la piattaforma di erogazione del servizio.
I contenuti video, in genere, sono codificati in formato MPEG-2, oppure MPEG-4. Quest'ultima tecnologia (diffusasi più di recente) sta soppiantando l'MPEG2, poiché consente un notevole risparmio di banda, a parità di qualità dell'immagine.
Solo ultimamente alle tecnologie di IPTV si sono affiancati sistemi di P2P-TV, ovvero di condivisione dei flussi audiovisivi che, attraverso dei sistemi a cascata simili a quelli di Bittorrent, permettono di replicare i contenuti tra gli utenti e permettere a tutti di ricevere agevolmente il segnale.

## Funzioni

### Trasporto
Il servizio viene erogato mediante una connessione IP che richiede grande velocità di trasmissione per poter contenere i dati dello stream video. Pertanto viene normalmente fornita come servizio aggiuntivo ad uno di accesso ADSL o superiore.

### La tratta utente
Il trasporto del segnale video avviene mediante un canale dedicato a livello più basso del livello IP.
Il servizio viene normalmente erogato con due apparecchiature fornite al cliente: un modem e un set-top box. Il primo stabilisce la connessione dati con la centrale e gestisce sia i dati di traffico generato dai PC in Internet che quelli relativi ad un eventuale filmato in visione.
Il set-top box invece riceve lo stream digitale con i contenuti video e lo trasforma in segnale PAL fruibile tramite un normale televisore.
In una normale connessione ADSL, tra l'apparato in centrale e il modem (in gergo CPE) si crea un circuito virtuale per il trasporto dei dati (normalmente un VC del protocollo ATM).
In una connessione IPTV i circuiti virtuali sono almeno due, di cui uno interamente dedicato al trasporto del segnale video.
Mediante questa separazione in due canali, è possibile assegnare al canale video maggiore priorità e impostarlo perché sia garantita una qualità del trasporto (QoS) superiore.
In pratica si tende a dare preferenza ai pacchetti di dati dello stream video rispetto al trasferimento dei normali dati internet, questo consente una visione senza perdita di fotogrammi del contenuto multimediale, questo avviene a scapito del trasferimento di dati sull'altro canale virtuale: ad esempio le pagine web trasferite da un PC sulla LAN di casa collegata al modem. Queste però normalmente non richiedono un trasferimento sincrono.
La banda utilizzata dal segnale video dipende dal gestore e dalla qualità del segnale trasportato.
Un segnale a bassa definizione occupa tra i 4 e i 6 Mbit/s. Un segnale ad alta definizione può richiedere 12-16 Mbit/s e quindi non è generalmente fruibile se non dalle utenze che hanno un accesso a fibra ottica, o una linea ADSL2+ in ottime condizioni.

### Trasporto alla centrale
A monte del DSLAM in centrale il trasporto dei canali diffusi a più utenti utilizza un protocollo broadcast, ad esempio basato su tecnologia a VLAN in GBE.
Questo fa sì che sia possibile diffondere contenuti di alta qualità, rispetto ai video normalmente visibili via internet (tipo YouTube) senza saturare la rete.
I contenuti on-demand, al contrario, sono necessariamente diffusi con stream dedicati per ciascuna utenza, pertanto un accesso massivo ai servizi on-demand da più utenti in parallelo può avere impatti sulla fruibilità degli altri servizi.
Normalmente ciò, il numero di utenze collegate ad un singolo DSLAM dedicato al trasporto IPTV sono in numero minore di quelle su un DSLAM a solo uso traffico internet.

### Gestione dei diritti digitali
Alcune IPTV trasmettono alcuni o tutti i programmi utilizzando dei sistemi di protezione di gestione dei diritti digitali al fine di evitare la duplicazione dei programmi visionati/acquistati. I DRM permettono di affittare/comprare i programmi forniti dalle emittenti ma permettono la riproduzione dei filmati al solo acquirente, normalmente tramite un numero limitato di computer/dispositivi multimediali.
Bisogna comunque osservare che i problemi circa i diritti sulla diffusione di contenuti audiovisivi è stata più volte oggetto di valutazione da parte del Parlamento Europeo, in particolar modo con la Direttiva 2007/65/CE del Parlamento Europeo e del Consiglio dell'11 dicembre 2007 (DSMA - Direttiva Servizi di Media Audiovisivi) che tratta anche il tema dei diritti di broadcasting su Internet.

### App
Esistono app da scaricare dagli store dei dispositivi (a cominciare degli smart TV) che fungono da lettore per visionare i contenuti IPTV (canali, programmi, ecc.). Queste applicazioni permettono di selezionare la nazione, il provider, i servizi a pagamento. Essendo dei player l'utente può eseguire le solite operazioni sui contenuti (mettere in pausa, scegliere i preferiti, creare un calendario di attività e tante altre funzioni).

## IPTV in Italia
In Italia esistono e sono esistiti diversi servizi IPTV, forniti da alcune delle principali aziende telefoniche o televisive italiane, alcuni di loro dismessi per la scarsa diffusione e/o per il limitato interesse da parte dei clienti.
- Tiscali TV, offerto da Tiscali, chiuso l'11 dicembre 2008;
- Infostrada TV, offerto da Infostrada, chiuso il 22 giugno 2009;
- TV di Fastweb, offerto da Fastweb. Il 5 novembre 2012, data della sua chiusura, contava 200.000 abbonati;
- IPTV di Telecom Italia, offerto da Telecom Italia, chiusa ufficialmente il 1º gennaio 2016 e sostituita da TIMvision;
- Sky Italia con Sky via fibra, lanciato il 24 settembre 2019 e sostituito nel settembre 2021 da Sky Q via internet;
- Mediaset Infinity di Mediaset.

Alcuni di questi servizi richiedevano e richiedono set-top-box e router dedicati, in quanto sfruttavano un VC dedicato della rete ATM creata tra il DSLAM in centrale e gli apparati utente. 
Essi non vanno confusi con gli attuali servizi di streaming, quali ad esempio Netflix o TIMvision, che sono invece fruibili attraverso molteplici dispositivi, quali PC, smartphone, e smart TV.